# Cearfoss
Cearfoss es un lugar designado por el censo ubicado en el condado de Washington en el estado estadounidense de Maryland. En el Censo de 2010 tenía una población de 178 habitantes y una densidad poblacional de 341,92 personas por km².

## Geografía
Cearfoss se encuentra ubicado en las coordenadas 39°41′57″N 77°46′35″O / 39.69917, -77.77639. Según la Oficina del Censo de los Estados Unidos, Cearfoss tiene una superficie total de 0.52 km², de la cual 0.52 km² corresponden a tierra firme y (0%) 0 km² es agua.

## Demografía
Según el censo de 2010, había 178 personas residiendo en Cearfoss. La densidad de población era de 341,92 hab./km². De los 178 habitantes, Cearfoss estaba compuesto por el 94.38% blancos, el 0% eran afroamericanos, el 0% eran amerindios, el 0.56% eran asiáticos, el 0% eran isleños del Pacífico, el 1.69% eran de otras razas y el 3.37% pertenecían a dos o más razas. Del total de la población el 3.37% eran hispanos o latinos de cualquier raza.